# 首長
首長（しゅちょう、英語: head）は、行政機関における独任制の長を意味する用語で、広い意味では一般に集団・組織を統率する長を意味する。
「しゅちょう」と読むと、「市長（しちょう）」「首相（しゅしょう）」などと紛らわしいため、日本の行政機関の長を指す場合は湯桶読みにして「くびちょう」と読むことも多い。

## 主な用法
以下の様々な用法がある。
- 合議制に対立する独任制の長。日本では以下が該当する。
  - 日本の内閣の代表者としての内閣総理大臣の地位（日本国憲法第66条第1項）。大日本帝国憲法にはそもそも内閣総理大臣に関する規定がなく、基本的には国務大臣と同格であったのに対し、現在の憲法における首長としての内閣総理大臣は、他の国務大臣に対して、任免権をはじめとする指導的・統制的な権限を持っている。
  - 日本の地方公共団体の長（都道府県知事及び市町村長（特別区の区長を含む。））を指して用いられる。これは、地方公共団体の議事機関である議会が合議制であるのに対し、議会とは対等である執行機関たる長が独任制であることによる。
- イスラム世界の君主の称号のひとつアミール（amīr）の日本語訳のひとつ。かつて「土侯」と訳されていたが、日本人が“文明”の一員である自らと対比して、彼らを「野蛮人の長」という侮蔑の意味を込めて呼ぶことが多かったため、現在ではこれを避けて、価値判断を含まない名称である「首長」を訳語に用いる。
- ロシア連邦における連邦構成主体のうち、共和国のトップの役職名。かつては大統領の名称が使われていたが、2010年にラムザン・カディロフの呼びかけによって各共和国も名称を変更している[5]。
- アメリカ先住民（インディアンやエスキモー）、ポリネシア系の諸民族など、部族集団の指導者の称号・地位を表するのに用いる言葉。この場合は「族長」「部族長」という呼称もある。かつては「酋長」と呼ぶのが一般的だったが、これも「土侯」と同様に侮蔑の意味を込めて呼ぶことが多かったため、現在ではこれを避けて「首長」と呼ぶことが多い。ただし、合議制社会であるインディアンの「調停者」である「酋長」を、他の用例と同様に「首長」と呼ぶのは誤った用法であり、インディアンの「酋長」は「首長」ではないとする主張もある[6][7]。エスキモーについても同様である。
- 仏教やキリスト教における独立した教会組織の代表者。たとえば、イングランド国教会におけるイギリス（イングランド）国王の地位は、いわゆる「国王至上法（首長令）」に基づき「首長」と表現される。
- イギリス連邦の象徴的なトップの役職「Head of the Commonwealth」の邦訳。コモンウェルス首長。

## 日本の地方公共団体の長
この節では日本の普通地方公共団体の長について説明し、地方自治法は条数のみ記載する。
- 種類：市町村長、都道府県知事
- 任期は、4年である。
- 担任事務（149条）
  1. 普通地方公共団体の議会の議決を経べき事件につきその議案を提出すること。
  2. 予算を調製し、及びこれを執行すること。
  3. 地方税を賦課徴収し、分担金、使用料、加入金又は手数料を徴収し、及び過料を科すること。
  4. 決算を普通地方公共団体の議会の認定に付すること。
  5. 会計を監督すること。
  6. 財産を取得し、管理し、及び処分すること。
  7. 公の施設を設置し、管理し、及び廃止すること。
  8. 証書及び公文書類を保管すること。
  9. 前各号に定めるものを除く外、当該普通地方公共団体の事務を執行すること。
- 議会との関係
  - 招集
議会は、長が招集する（101条）。
  - 拒否権
一般的拒否権（176条）
特別拒否権（177条）
  - 不信任決議（178条）
  - 専決処分（179条)